# 第十雄洋丸事件
第十雄洋丸事件（だいじゅうゆうようまるじけん）とは、1974年（昭和49年）11月9日、千葉県木更津市沖の東京湾上で発生したLPGタンカーの衝突・炎上事故。
大型タンカー「第十雄洋丸」に貨物船が衝突して火災が発生し、双方の乗員計40名が死傷した。海上保安庁などによって多数の消防船が投入されて消火活動が実施されたが、最新鋭の消防船を投入しても火災を鎮火することができず、最終的に海上自衛隊の護衛艦による砲撃等と潜水艦の雷撃で第十雄洋丸を太平洋上で撃沈処分することによって事態が収拾された。

## 経過

### 衝突事故の発生まで
1974年（昭和49年）11月9日13時37分頃、サウジアラビアから京浜港川崎区へ向け、合計57,000トンのプロパン、ブタン及びナフサを積載して東京湾の中ノ瀬航路を水先艇である「おりおん1号」の先導で航行中であった日本船籍のLPG・石油混載タンカー「第十雄洋丸」（総トン数：43,723トン）の右舷船首へ、木更津港を出港して中ノ瀬航路に入ろうとした15,000トンの鋼材を積んだリベリア船籍の貨物船「パシフィック・アレス」（総トン数：10,874トン）が正面から突っ込む形での衝突事故が発生した。
事故に至った原因は、「第十雄洋丸」側が中ノ瀬航路を航行していたことで船体が完全に航路を抜けるまで海上交通安全法による航路優先の原則が適用されると考え、また、「パシフィック・アレス」側は中ノ瀬航路北側出口付近をかすめる航路をとったことによる航路外での海上衝突予防法によるスターボード艇優先の原則が適用されると考えたことにより、双方の船長が進路保持義務が自船にあると考え、衝突直前まで回避行動をとらなかったためであった。

### 炎上
「第十雄洋丸」の衝突箇所には穴が開き、漏れ出た積荷のナフサが衝突時に生じた火花で引火して爆発、衝突箇所からは炎が噴き出して「第十雄洋丸」の右舷船首に食い込んだままの「パシフィック・アレス」を巻き込む大火災に発展、さらに周辺海域へ流れ出したナフサが海面で炎上したため、辺り一面が火の海と化した。
海上保安庁は巡視船を動員して、事故に気づいて戻ってきた「第十雄洋丸」の水先艇の「おりおん1号」とともに救助活動を開始した他、消火活動を行うために自前の消防船「ひりゆう」及び「しようりゆう」を出動させ、海上消防委員会並びに沿岸の東京消防庁、横浜市消防局及び川崎市消防局にも応援出動を依頼し、海上消防委員会からは所属する消防船「おおたき」が派遣された他、東京消防庁、横浜市消防局及び川崎市消防局も所属する消防艇を派遣した。
こうして消火が開始されたものの、「第十雄洋丸」は当時日本最大のLPG・石油混載タンカーで、合計57,000トンに及ぶ多量の可燃物を積んでいたため消火は困難を極め、16時40分頃には「第十雄洋丸」が積荷の可燃物に引火して大爆発を起こした。この間にも「第十雄洋丸」は「パシフィック・アレス」とともに衝突時の形態を保ったまま、現場から南西方向に漂流を続けていたため、衝突した両船を引き離すことが急がれ、19時頃に火勢が衰えたのを見計らって接近したタグボートが「パシフィック・アレス」に曳索を掛けて引き離し、現場から10 kmほど離れた場所まで曳航した。
この時に至っても一方の「第十雄洋丸」は炎上し、横須賀市方向へ向けて漂流を続けていたため、海上保安庁は「第十雄洋丸」を安全な場所へ座礁させることにしたが、当時の海上保安庁に大型船舶を曳航できる機材はなく、深田サルベージ建設に曳航を依頼した。深田サルベージ及び現場のタグボートは、消防艇の放水支援の下、民間タグボートの船長が放水支援を受けながら船体後部に接近、直接船体を手で触って温度確認を実施した後、進入可能として船員3名が船尾のパイロットラダーより乗船、船尾作業甲板に曳索を取り付けて曳航を開始し、千葉県富津沖の浅瀬に座礁させた。なお曳航開始地点は横須賀市の防波堤から1.8 kmの位置であり、曳航に失敗した場合、横須賀市が焦土化する恐れもあった。
翌11月10日以降、衝突した双方の船について捜索が開始され、鎮火したものの脱出者が確認されなかった「パシフィック・アレス」からは28名の犠牲者及び1名の生存者が発見された一方、火勢の衰えた「第十雄洋丸」においても5名の犠牲者が発見され、捜索は11月19日まで行われた。
その後、地元の漁業関係者から抗議を受けた海上保安庁は「第十雄洋丸」を東京湾外に移動させることを決定、曳索の取り付けられた「第十雄洋丸」はタグボートによって引き出され、湾外へ曳航されていったものの、黒潮から外れた予定の地点に達する前に残っていた積荷のナフサが爆発炎上したことから黒潮上で曳索を切り離したため、「第十雄洋丸」は黒潮に乗って炎上しながら漂流を始めた。

### 海上自衛隊による撃沈処分

#### 要請に至る経緯
11月21日、海上保安庁は「第十雄洋丸」の沈没処分の決心を固め、22日の閣議決定を経た後、海上保安庁長官は防衛庁長官・宇野宗佑に、「雄洋丸」のなるべく速やかな沈没処分を目的とする災害派遣を要請した。同日夜、宇野は自衛艦隊へ災害派遣により処分することを命じた。
事故当日の9日の夜以来、海上幕僚監部では、砲爆撃による撃沈を含め、海上自衛隊の支援について海上保安庁との事前協議が行われていたが、海上自衛隊としては、実爆実射によって商船を処分するということが国民感情に及ぼす影響を考慮し、慎重に対応していた。当初、自衛隊の出番はないと考えていた自衛艦隊司令官・中村悌次は、11月22日に宇野から打診を受けて撃沈処分を了承した。

#### 出動準備
11月23日、下記のように処分部隊が編成され、処分期日を11月28日、予備29日となった。
- 現場指揮官：護衛艦隊司令官（宮田敬助海将）
- 水上部隊：「はるな」、「たかつき」、「もちづき」、「ゆきかぜ」（いずれも5インチ砲装備）
- 潜水艦：「なるしお」
- 航空機：P2VおよびP-2J×約10機

11月25日午後、海上保安庁の第三管区海上保安本部および雄洋海運（船主）各担当者から、海上自衛隊への状況説明が行われた。当初、自衛隊では、軍艦よりも商船は防御力が脆弱であり、LPGのタンクに数発の弾丸を撃ち込めば炸裂で誘爆するのではないかとの期待もあった。しかし実際には、同船は船内に複数のタンクを持つ浮力の大きなタンカーであり、船体外板や上甲板および各タンクには8～20ミリ厚の高張力鋼が使用され、船体は極めて堅固な構造であるうえに、LPGを爆発させるには空気との相当な混合が必要で、砲弾をタンク内で炸裂させても誘爆は期待できないことが判明した。
これらの情報を踏まえて、実施計画の大綱における方針は、2次被害を局限するため、成し得る限り重油の流出を避け、「雄洋丸」を黒潮流域外水深1,000メートル以深の位置で沈没させることとし、射撃による舷側破壊、爆撃による上甲板破壊、雷撃による水線下破壊を適切に組み合わせ、ナフサとLPGの燃焼を促進した上、船体浮力の喪失を図り、最小限の弾薬類をもって沈没させることとした。この実施計画は、翌26日午後に行われた処分部隊の研究会において、部隊に対し示された。
使用する魚雷としては、当初、最新鋭の直進魚雷で炸薬量も多い72式魚雷が検討されたが、制式化直後だったこともあり、約1ヶ月の整備期間を要することが判明し、急遽、Mk.37が使われることになった。この魚雷を調整できる水雷調整所は呉だけであったため、現場最寄りの横須賀所属の潜水艦ではなく、呉基地所属の「なるしお」が派遣された。
Mk.37魚雷は誘導機能を備えたホーミング魚雷だが、漂流する「第十雄洋丸」にはその目標となるドップラーがないことから、ホーミング魚雷ではなく直進魚雷として使用する必要があり、防衛庁・自衛隊およびメーカーである三菱重工業が突貫作業で改修を検討・実施した。この改修作業のために、「なるしお」の到着は航空機・水上艦よりも遅れている。

#### 実動
水上部隊は11月27日昼に現場海面に到着、巡視船「みやけ」「のじま」と合流した。「はるな」から発進したHSS-2ヘリコプターの調査により、「雄洋丸」右舷の外板の一部が熱で脱落していることが判明し、まずここを射撃することとなった。
13時45分から14時5分にかけて、単縦陣同航対勢で5インチ砲による第1回射撃を実施した。これにより、右舷3・4番ナフサタンクが破壊されて大火災が生じ、また右舷が軽くなったことで左へ約10度傾いた。続いて15時半から16時5分にかけて、今度は単縦陣反航対勢で第2回射撃を実施し、左舷1・2番ナフサタンクを破壊した。これらの射撃によって積荷のプロパンやナフサが炎上し、火炎の高さは約100メートルに達した。水上部隊は周囲を巡回しながら監視を続け、翌日に備えることとなった。
翌11月28日は、9時から10時20分にかけて、航空機による射爆撃が行われた。まず4機のS2Fが2機ずつの編隊に分かれて127 mmロケット弾の射撃を行った。続いて3機のP-2Jの対潜爆弾による爆撃が行われた。P-2Jが潜水艦を爆撃する際には高度200フィート (61 m)での低高度爆撃を行っていたが、今回の攻撃では高度3,000フィート (910 m)からの水平爆撃を行うことになっており、データがなく照準器が使えなかったことから、航法用の偏流測定儀を使って照準することになり、太平洋戦争中の艦上攻撃機の搭乗員経験者を中心にして徹夜で射表が作成された。
11時より、「なるしお」による雷撃が開始された。1本目は、発射後規定の時間が経過しても航走を開始しなかったため、水打ち（艦外放棄）とした。しかしこのとき、魚雷に付き添って呉水雷調整所から派遣されていたベテランの整備員（1等海曹）が、これ以降の魚雷でも発動遅れが生じることを予想して、艦長に対し、2発目以降では60秒待つように進言した。艦長がこの進言に従ったところ、予想通り、いずれもやや遅れて航走を開始し、2本目は左舷に、また3本目は船体中央付近に命中した。ただし4本目は、調定深度が深い魚雷を使用したために命中せず、船底を通過したまま行方不明となった。
その後も「雄洋丸」は健在だったことから、まず15時12分より「ゆきかぜ」単艦が同航対勢で右舷1番タンクに対し射撃を実施したのち、16時16分にかけて、単縦陣反航対勢で左舷への射撃を実施した。
18時47分、20日間炎上し続けた「第十雄洋丸」は犬吠埼灯台の東南東約520 kmの海域に沈没した。「第十雄洋丸」の船体が水没した後も、船体がきしむ音が「なるしお」のソナーで記録されている。護衛艦各艦では、信号員がラッパで「悲しみの譜」を吹奏し、また汽笛で超長音を吹鳴して、見送った。

### 海難審判
この事件は、当時日本最大級のLPGタンカーの積荷を爆発炎上させ、多数の死者を出したのみならず、東京湾航路の根幹とも言うべき中ノ瀬航路を閉鎖状態にするという重大な事態を招いたために横浜地方海難審判庁によって指定重大海難事件とされて海難審判の対象となり、受審人として第十雄洋丸関係者から第十雄洋丸船長、第十雄洋丸三等航海士、第十雄洋丸次席三等航海士及び当時水先艇を務めていたおりおん1号船長が指定され、指定海難関係人には第十雄洋丸船舶所有者及びパシフィック・アレス運航者が指定されて1974年12月26日に第一回審判が開かれた。
海難審判では、海難審判庁の調査によって事故に至るまでの次の経過が判明している。
- 「パシフィック・アレス」が木更津港からの出港前に水先人から使用していた海図の不備を指摘されて修正を受けたこと。
- 「第十雄洋丸」が水先艇との間隔を一定に保つべきところを時間の経過とともに距離が縮まっていったこと。
- 「第十雄洋丸」が衝突の約6分前に「おりおん1号」とともに右舷38度弱の方向、約1.5海里の距離に「パシフィック・アレス」を視認していたこと。
- 両船がともに衝突直前まで減速を含む回避行動を取らなかったこと。

その後、1975年（昭和50年）5月23日に第一審の裁決が言い渡されたが、これを不服とする第十雄洋丸関係者から第二審の請求がされ、第二審は高等海難審判庁（当時）において同年8月26日から同年12月17日までの間で審理が行われた結果、1976年（昭和51年）5月20日に衝突場所が航路外の場所であったものの、「第十雄洋丸」は衝突時において船尾の50 mほどを中ノ瀬航路内に残していたことから、このような形で競合する場合においては海上交通安全法による航路優先の原則が優先される旨の判断を下し、「本件衝突は、パシフィック・アレスの不当運航に因って発生したが、第十雄洋丸船長の運航に関する職務上の過失もその一因をなすものである」を主文とし、事故の主たる原因が「パシフィック・アレス」の不適当な航路の横切りにあることを認めながらも、第十雄洋丸船長が海上衝突予防法第29条（当時）に規定するグッドシーマンシップに基づく「船員の常務」として行うべきである「パシフィック・アレス」との衝突を回避するための最大限の努力を怠った責任を追及する内容を理由として第十雄洋丸船長の船長免状の効力を1ヶ月間停止する第二審の裁決が言い渡されて確定した。
なお、この海難審判においては、最終的に第十雄洋丸船長を除く受審人は全員が「過失と認めない」または「本件事故と関係なし」とされた他、指定海難関係人は全員が「本件事故と関係なし」として処理されている。

## 結果と教訓
この事故においては、「第十雄洋丸」と「パシフィック・アレス」とで死者数に大きな差があった。
「第十雄洋丸」では両船の衝突位置の関係とその後の火の廻り方から延焼による積荷の大爆発を悟った船長による適切な時期での総員退船命令により、船員たちは海へ飛び込む、延焼していない救命艇を下ろす、海上保安庁の巡視船や「おりおん1号」に移乗するなどの方法で脱出し、最後まで船に残っていた第十雄洋丸船長と同船甲板長も海上保安庁の巡視船からの退船勧告に従って11月9日14時5分頃に脱出した。乗組員38名のうち、6名の負傷者を含む33名が救助され、死者は5名であった。
一方、「パシフィック・アレス」は第十雄洋丸に食い込んだまま船全体が一瞬にしてナフサの炎で包まれて閉じ込められたため、脱出も外部からの救助もできず、乗組員29名のうち機関室床面と船底の中間に当たるビルジウェルにいて火災をやりすごすことのできた二等機関士1名を除く船長以下28名が死亡した。
海上保安庁には1965年（昭和40年）の「機船ヘイムバード桟橋衝突事件」（ヘイムバード号衝突炎上事件）を教訓に「ひりゆう」型消防船が配備されていたが、第十雄洋丸事件では「ひりゆう」型3隻を用いても鎮火できなかった。そのため、海上消防力のさらなる向上のため、ひりゆう型消防船「かいりゆう」「すいりゆう」を追加建造し、さらにひりゆう型消防船を補完するぬのびき型消防艇が10隻建造、全国各地に配備した。
また、海上保安庁には第十雄洋丸を曳航する能力が無く、民間のタグボートが曳航することになった反省から、現場指揮能力と船舶の曳航能力を持ったたかとり型巡視船を2隻建造し横須賀港と高松港に配備した。
また、この事件を教訓にして羽田特殊救難基地の前身となる特殊救難隊が創設された。

## 映像化
- 上田晋也のニッポンの過去問 (2015年12月23日放送)
- 奇跡体験!アンビリバボー (2018年11月15日放送)  - 当時の報道映像も使用された。